# Constante de Apéry

Aproximación de la constante de Apéry mediante su sucesión de sumas parciales.

En matemáticas, la constante de Apéry es un número curioso que aparece en diversas situaciones. Se define como el número ζ(3) tal que, 
{\displaystyle {\begin{aligned}\zeta (3)&=\sum _{n=1}^{\infty }{\frac {1}{n^{3}}}\\&=\lim _{n\to \infty }\left({\frac {1}{1^{3}}}+{\frac {1}{2^{3}}}+\cdots +{\frac {1}{n^{3}}}\right)\end{aligned}}}
donde ζ es la  función zeta de Riemann. Y tiene un valor de
{\displaystyle \zeta (3)=1,20205\;69031\;59594\;28539\;97381\;61511\;44999\;07649\;86292\,\ldots }

## Teorema de Apéry
Este valor debe su nombre a Roger Apéry (1916-1994), quien en 1977 probó que era irracional. Este resultado es conocido como "Teorema de Apéry". La prueba original es compleja y pruebas más cortas han sido halladas usando los Polinomios de Legendre.
El resultado ha permanecido bastante aislado: poco se sabe sobre ζ(n) para otros números impares n.

## Representación por series
En 1772, Leonhard Euler dio la representación de la serie
{\displaystyle \zeta (3)={\frac {\pi ^{2}}{7}}\left[1-4\sum _{k=1}^{\infty }{\frac {\zeta (2k)}{(2k+1)(2k+2)2^{2k}}}\right]}
que fue posteriormente redescubierta varias veces, incluyendo Ramaswami en 1934.
Simon Plouffe dio numerosas series, que son notables en cuanto a que pueden dar varios dígitos por repetición. Estas incluyen:
{\displaystyle \zeta (3)={\frac {7}{180}}\pi ^{3}-2\sum _{n=1}^{\infty }{\frac {1}{n^{3}(e^{2\pi n}-1)}}}
y
{\displaystyle \zeta (3)=14\sum _{n=1}^{\infty }{\frac {1}{n^{3}\sinh(\pi n)}}-{\frac {11}{2}}\sum _{n=1}^{\infty }{\frac {1}{n^{3}(e^{2\pi n}-1)}}-{\frac {7}{2}}\sum _{n=1}^{\infty }{\frac {1}{n^{3}(e^{2\pi n}+1)}}}
Muchas series sumatorias han sido encontradas, incluyendo:
{\displaystyle \zeta (3)={\frac {8}{7}}\sum _{k=0}^{\infty }{\frac {1}{(2k+1)^{3}}}}
{\displaystyle \zeta (3)={\frac {4}{3}}\sum _{k=0}^{\infty }{\frac {(-1)^{k}}{(k+1)^{3}}}}
{\displaystyle \zeta (3)={\frac {5}{2}}\sum _{n=1}^{\infty }(-1)^{n-1}{\frac {(n!)^{2}}{n^{3}(2n)!}}}
{\displaystyle \zeta (3)={\frac {1}{4}}\sum _{n=1}^{\infty }(-1)^{n-1}{\frac {56n^{2}-32n+5}{(2n-1)^{2}}}{\frac {((n-1)!)^{3}}{(3n)!}}}
{\displaystyle \zeta (3)={\frac {8}{7}}-{\frac {8}{7}}\sum _{t=1}^{\infty }{\frac {{\left(-1\right)}^{t}\,2^{-5+12\,t}\,t\,\left(-3+9\,t+148\,t^{2}-432\,t^{3}-2688\,t^{4}+7168\,t^{5}\right)\,{t!}^{3}\,{\left(-1+2\,t\right)!}^{6}}{{\left(-1+2\,t\right)}^{3}\,\left(3\,t\right)!\,{\left(1+4\,t\right)!}^{3}}}}
{\displaystyle \zeta (3)=\sum _{n=0}^{\infty }(-1)^{n}{\frac {205n^{2}+250n+77}{64}}{\frac {(n!)^{10}}{((2n+1)!)^{5}}}}
y
{\displaystyle \zeta (3)=\sum _{n=0}^{\infty }(-1)^{n}{\frac {P(n)}{24}}{\frac {((2n+1)!(2n)!n!)^{3}}{(3n+2)!((4n+3)!)^{3}}}}
donde
{\displaystyle P(n)=126392n^{5}+412708n^{4}+531578n^{3}+336367n^{2}+104000n+12463.\,}
Algunas de estas han sido utilizadas para calcular varios millones de dígitos de la constante de Apéry.

## Representación por integrales
Hay también muchas representaciones integrales para la constante de Apéry, de los más sencillos
{\displaystyle \zeta (3)={\frac {1}{2}}\int \limits _{0}^{\infty }\!{\frac {x^{2}}{e^{x}-1}}\,dx}
o
{\displaystyle \zeta (3)={\frac {2}{3}}\int \limits _{0}^{\infty }\!{\frac {x^{2}}{e^{x}+1}}\,dx}
que se derivan trivialmente de las definiciones integrales clásicas de la función zeta de Riemann, hasta bastante complicadas, como, por ejemplo,
{\displaystyle \zeta (3)=\pi \!\!\int \limits _{0}^{\infty }\!{\frac {\cos(2\,\mathrm {arctg} \,x)}{\left(x^{2}+1\right){\big [}\mathrm {ch} {\frac {1}{2}}\pi x{\big ]}^{2}}}\,dx}
vea Johan Jensen, o
{\displaystyle \zeta (3)=-{\frac {1}{2}}\int \limits _{0}^{1}\!\!\int \limits _{0}^{1}{\frac {\ln(xy)}{\,1-xy\,}}\,dx\,dy}
vea F. Beukers, o
{\displaystyle \zeta (3)=\,{\frac {8\pi ^{2}}{7}}\!\!\int \limits _{0}^{1}\!{\frac {x\left(x^{4}-4x^{2}+1\right)\ln \ln {\frac {1}{x}}}{\,(1+x^{2})^{4}\,}}\,dx\,=\,{\frac {8\pi ^{2}}{7}}\!\!\int \limits _{1}^{\infty }\!{\frac {x\left(x^{4}-4x^{2}+1\right)\ln \ln {x}}{\,(1+x^{2})^{4}\,}}\,dx}
vea Iaroslav Blagouchine. Además, el vínculo a las derivadas de la función gamma
{\displaystyle \zeta (3)=-{\frac {1}{2}}\Gamma '''(1)+{\frac {3}{2}}\Gamma '(1)\Gamma ''(1)-[\Gamma '(1)]^{3}=-{\frac {1}{2}}\,\psi ^{(2)}(1)}
también puede usarse para obtener muchas otras representaciones mediante conocidas fórmulas integrales para la función gamma y
sus derivadas logarítmicas.